# Fröken Jansson
Fröken Jansson är en fiktiv figur och sekreterare åt privatdetektiven Ture Sventon.

## Beskrivning
Hon förestår Ture Sventons kontor på Drottninggatan i Stockholm. Hon ser alltid till att Ture Sventon har en "temla" att äta och har alltid nybryggt kaffe till hands, både för Ture Sventon och de besökare som kommer till kontoret. Hon virkar också grytlappar till sin syster på Kungsholmen på de "lediga stunder hon aldrig har".

## Skådespelare
I långfilmen Ture Sventon, privatdetektiv från 1972 spelades hon av Eva Henning, i TV:s julkalender 1989 spelades fröken Jansson av Lena Nyman och i TV-serierna Ture Sventon och Bermudatriangelns hemlighet och dess uppföljare Ture Sventon och jakten på Ungdomens källa spelades hon av Helena Bergström.